# François Joseph Thorillon du Bourg de Vacherolles
François Joseph Thorillon du Bourg de Vacherolles (où Dubourg), né le 4 février 1732 à Craponne Rhône, mort le 8 août 1806 dans la même ville, est un général de brigade de la Révolution française.

## Carrière
Il est nommé capitaine en 1755, et il est présent à toutes les campagnes d'Allemagne de 1757 à 1762. Il est fait chevalier de Saint-Louis en 1771.
Chef de bataillon du régiment d'Infanterie d'Auvergne il est nommé le 24 juin 1780 par Louis XVI, Lieutenant-Colonel au régiment d'infanterie du Lyonnais. Il reçoit son brevet de colonel le 25 juillet 1791 au 79e régiment d’infanterie ci-devant Boulonnais.
Affecté à l'armée des Alpes, il est promu maréchal de camp le 12 juillet 1792, et en juillet 1793, il devient chef du corps de défense de la Savoie. Il est suspendu de ses fonctions le 7 octobre 1793 à la suite d'un rapport des représentants du peuple Simond et Dumaz l'accusant de fanatisme royal. Il est relevé de sa suspension et autorisé à prendre sa retraite le 8 mai 1795.